# 資本主義生產方式
在卡尔·马克思对政治经济学的批判和随后的马克思分析中，资本主义的生产方式是指资本主义社会内部的生产和分配组织体系。在资本主义生产方式发展之前，以各种形式（租赁、银行、商贸、生产以营利等）进行私人资本积累。以生产资料的工资劳动和私人所有制为基础的资本主义生产方式和工业技术，从工业革命开始在西欧迅速发展，后来扩展到世界大部分地区。
资本主义生产方式的特点是生产资料（如土地、工厂、机器等）私有制，生产的目的主要是为了获取利润。在资本主义市场经济中，市场机制在资源分配中扮演着核心角色，价格通常由供求关系决定。

## 概要
“生产方式”（德语：Produktionsweise）只是指“独特的生产方式”，可以从社会组织方式和使用何种技术和工具来定义。在资本主义生产方式下：
- 生产投入和产出主要是在市场上购买的私有、有价的商品和服务。
- 生产是为了在市场上进行交换和流通，目的是从中获得净利润。
- 生产资料的拥有者（资本家）是占统治地位的阶级（资产阶级），他们从工人生产的剩余产品中获取收入，由资本家自由占有。
- 资本主义的一个显著特征是很大一部分人口对工资劳动的依赖：具体来说，工人阶级（无产阶级）没有资本，必须靠出售劳动权来换取工资。

资本主义生产方式可能存在于政治制度不同的社会（如自由民主、社会民主、法西斯主义、共产主义国家和沙皇主义）中，以及部落主义、种姓制度、以农业为基础的农民社会、城市工业社会和后工业主义等不同的社会结构中。虽然资本主义在历史前几个阶段以商业活动、银行、出租土地和小规模制造业的形式存在，但它通常是一种相对较小的活动，是社会组织和生产的主要形式，而现行的财产制度使商业保持在明确的限度内。

## 区分特征
资本主义社会的缩影是所谓的商品生产程序，M-C-M'，并为此目的租用资金，市场参与者的数量决定货币价格M，投入劳动力和商品和M'生产市场商品C的打压价格。它集中在流程 M → M'，"赚钱"和价值交换发生在这一点上。并购是资本主义制度的条件，是下一轮积累或生产的必要条件。因此，资本主义是由自由市场调解的个人积累货币收益的愿望所推动的"生产换汇"。市场本身是由消费者和整个社会以资产阶级国家的形式的需求和需求所驱动的。这些愿望和需要（在马克思、恩格斯等人设想的社会主义或共产主义社会）是驱动力，它将是"生产使用"。当代主流（资产阶级）经济学，特别是与右翼相关的经济学，认为"看不见的手"通过市场自由，能够将社会生产与这些需求和欲望相匹配。
"资本主义"作为这种赚钱活动，自文明开始以来就以商人和放款人的形式存在，他们充当消费者和生产者之间从事简单商品生产的中间人（因此指的是"商人资本主义"）。"资本主义生产模式"的具体之处在于，大多数生产投入和产出都是通过市场（即商品）提供的，基本上所有生产都处于这种模式。例如，在繁荣的封建主义中，包括劳动在内的大部分或全部生产要素完全归封建统治阶级所有，产品也可以在没有任何形式的市场的情况下消费，它是用于封建社会单位和有限贸易的生产。
这具有重要的后果，即整个生产过程的组织被重塑和重组，以符合受资本主义约束的经济理性，这种合理性表现在投入和产出之间的价格关系（工资、非劳动要素成本、销售、利润），而不是整个社会面临的更大的理性环境。即为了符合"商业逻辑"，整个过程被组织起来并进行了重塑。另一种说法是，资本积累定义了资本主义生产中的经济理性。在资本主义的繁荣时期，这些不是出于交叉目的运作，因此资本主义是一种进步的力量（例如反对封建主义）。在最后阶段，资本主义作为一种生产方式，在行星的基础上实现了完全的统治，除了它本身，没有什么可克服的，最终（对于它来说，资本主义，被视为一个霸权主义进程，而不是历史发展本身）否定了正统马克思主义所否定的否定。
在此背景下，马克思指从资本权力下的生产"正式次级"向资本权力下生产的"真正次级"过渡。在他所谓的"具体资本主义生产模式"中，与之共事的技术以及劳动的社会组织都以商业（利润和市场为导向）的方式被彻底改造和重塑，"旧的生产方式"（例如手工业）被当时的新工业主义完全取代了。一些历史学家，如杰鲁斯·巴纳吉和尼古拉斯·弗鲁萨利斯认为，资本主义生产关系早于资本主义生产模式。

### 基本区别摘要
总的说来，资本主义作为一种经济制度和生产方式可以概括为：
- 资本积累：以营利为目的的生产，将生产全部或大部分作为隐性目的，限制或消除以前在普通社会或私人家庭基础上进行的生产。
- 商品生产：生产以市场换货：最大化交换价值而不是使用价值。
- 生产资料的私人所有权：一类资本所有者对生产资料的所有权，无论是单独、集体（见公司）还是通过一个为资本主义阶级利益服务的国家（见国家资本主义）。
- 工资劳动的至高无上性：工资劳动的近乎普遍性，无论是否所谓的，为群众强迫劳动超过他们维持自己所需要的，以及社会各阶层资产阶级价值观的完全饱和，从上述基础重塑和重组。

## 渊源
马克思认为，资本以商人、租赁和借贷活动的形式在小规模上存在了几个世纪，有时还成为小规模的工业，有一些工资劳动（马克思也很清楚，在资本主义工业出现之前，工资劳动在规模上存在了几个世纪）。简单的商品交换和由此产生的简单商品生产，构成了贸易资本增长的初始基础，有着悠久的历史。马克思的"资本主义时代"可追溯到16世纪，即从商人资本主义和相对较小的城市作坊开始.
资本主义生产方式要成为主导整个社会生产过程的独特生产方式，必须结合许多不同的社会、经济、文化、技术和法律政治条件。
在人类历史上的大部分时间里，这些历史并没有走到一起。资本存在，商业贸易存在，但它并没有导致工业化和大规模的资本主义工业。这就需要一系列新的条件，即大规模生产的具体技术、独立自主和私人拥有和生产资料贸易的能力、被迫以出售劳动权力为生的一类工人、促进商业的法律框架、使货物大规模流通成为可能的有形基础设施、私人积累的安全等等。在许多第三世界国家，即使今天仍有大量资本和劳动力，许多这些条件仍然存在——资本主义市场发展的障碍与其说是技术问题，也不是社会、文化和政治问题。
如果一个社会、一个地区或民族是"资本主义"，如果收入分配的主要收入来源和产品是资本主义活动，这还不一定意味着资本主义生产方式在那个社会中占主导地位。

## 定义结构标准
马克思从未将资本主义的生产模式作为简短的总结，尽管他有时在手稿中尝试。
从某种意义上说，马克思的三卷本作品《资本论》（1867-1894年）而闻名，作为一个整体，提供了他对资本主义生产模式的"定义"。然而，可以概括资本主义生产方式的基本特征如下：
- 生产资料（或资本货物）和消费手段（或消费品）主要生产供市场销售：产量的产生是为了在公开市场销售：只有通过出售产出，资本所有者才能要求部分剩余劳动力，实现利润。同样，生产投入也作为商品通过市场供应。投入和产出的价格主要受市场供求规律（最终受价值规律）的制约。简言之，资本家必须用金钱来刺激生产资料和劳动力，才能制造商品。然后，这些商品被出售给市场以牟利。利润再次成为资本家再投资以制造更多商品并最终获得更多资本的更大资本的一部分。
- 生产资料（"私营企业"）作为有效的私人控制和/或法律强制所有权，其后果是，投资和管理决定是由资本私人所有者自主决定的，而且由于商业保密和竞争的限制，没有按照集体、有意识的规划协调其活动。企业能够在市场所体现的供求力量的框架内制定自己的产出价格，生产技术的发展以盈利标准为指导。
- 其推论是直接生产者的工资劳动（"就业"），他们被迫出售其劳动权力，因为他们无法获得替代的维持生计手段（除了自营职业者或劳动雇主，如果他们能获得足够的资金），并且只能通过市场交易获得消费手段。这些工薪阶层大多是双重意义上的"自由"：他们从生产性资产的所有权中"解放"出来，他们可以自由选择雇主。
- 社会生产是在私人资本所有者和管理者分散决策过程激增的基础上进行的，其媒介是资产所有权、政治或经济影响、成本、销售、价格和利润的竞争。资本所有者之间为利润、资产和市场而发生竞争：资本所有者和工人之间就工资和条件问题;以及工人之间在就业机会和公民权利问题上的关系。
- 资本主义生产在竞争压力下的总体目标是（a） 通过削减生产成本、增加销售和垄断市场和供应，尽可能最大化净利润（或实现净超级利润）：（b） 资本积累，以获得生产性和非生产性资产：（c）将商品和服务的供应及其消费私有化。劳动力剩余产品的较大部分通常必须再投资于生产，因为产出增长和资本积累相互依赖。
- 从资本主义生产方式的先前特征中，出现了这种生产社会的基本阶级结构：工业和土地上私人资本资产的所有者和管理者阶层、工资和薪金收入者阶层、由失业者组成的永久后备劳动力大军以及各种中间阶层，如自营职业者（小企业和农民）和"新中产阶级"（受过高等教育或技能高薪的专业人员）。
- 资本主义国家的财政严重依赖向人民征税和信贷，即资本主义国家通常缺乏任何自主的经济基础（如国有工业或土地所有权），以保证足够的收入来维持国家活动。资本主义国家为商业、民间社会和政治界定了法律框架，其中规定了公共和私人的权利和义务以及合法的财产关系。
- 资本主义发展以社会不协调和计划外的方式以私人主动方式发生，其特点是周期性地出现生产过剩（或产能过剩）危机。这意味着，产出的关键部分根本无法出售，或者不能以实现先前裁定的利润率的价格出售。生产过剩的另一面是生产资本的过度积累：投入生产的资金比获得正常利润的资金多。其后果是衰退（经济增长率下降）或严重情况下是萧条（实际负增长，即产出绝对下降）。由此推论，大规模失业时有发生。在1820年以来的资本主义发展史上，至今已发生了20多次这样的危机，目前，装机容量利用不足是资本主义生产的一个永久特征（目前平均产能利用率通常在60%至85%之间）。

在审查特定地区和时代的资本主义生产模式的具体表现时，可以发现这些主要定义标准的例外情况，但例外证明规则的意义在于，随着时间的推移，特殊情况往往会消失。